# Paramicromerys marojejy
Paramicromerys marojejy là một loài nhện trong họ Pholcidae. Loài này được phát hiện ở Madagascar.